# M1941 Johnson
Súng trường M1941 Johnson là một loại súng trường bán tự động dùng bởi quân đội Mỹ trong thế chiến thứ hai, chiến tranh Triều Tiên, nó cũng được dùng bởi quân cộng sản lẫn lính chính phủ Trung Quốc trong cuộc nội chiến Trung Quốc. Súng được ông Melvin Johnson thiết kế vào năm 1939 nhưng đến năm 1941 nó mới được quân đội Mỹ sử dụng và đặt tên là M1941 Johnson.
Khẩu súng Johnson này được thiết kế rất đặc biệt với ổ đạn tròn. Ngoài ra, quân đội Mỹ cũng phát triển khẩu súng này thành phiên bản súng máy hạng nhẹ. Nó sử dụng đạn.30-06 Springfield. Ban đầu, quân đội Mỹ dự định sẽ sử dụng nó như là khẩu súng trường bán tự động nhưng khi mà Thế chiến thứ 2 nổ ra thì quân đội Mỹ lại từ chối nó vì khẩu M1 Carbine nhẹ hơn, rẻ tiền hơn, có cấu tạo đơn giản hơn nên cũng dễ sản xuất hơn khẩu Johnson. Quân đội Mỹ sản xuất khoảng 70,000 cây Johnson từ năm 1939 đến năm 1945

## Các quốc gia sử dụng
- Hoa Kỳ
- Anh Quốc
- Nhật Bản
- Hàn Quốc (dùng trong chiến tranh Triều Tiên)
- Argentina
- Philippines
- Chile
- Philippines
- Hà Lan
- Đài Loan
- Trung Quốc
- Cuba
- Việt Nam